# Broken Record (singolo)
Broken Record è un brano musicale della cantante dubstep inglese Katy B, estratto il 25 marzo 2011 come quarto singolo dal suo album di debutto On a Mission e promosso dall'etichetta discografica Columbia.
Il singolo è entrato all'ottava posizione della classifica britannica e vi è rimasto per sei settimane consecutive.

## Tracce
Download digitale
1. Broken Record - 3:19
2. Broken Record (DJ Fresh Future Jungle Remix) - 2:58

## Classifiche
| Classifica (2011) | Posizione massima |
| ----------------- | ----------------- |
| Belgio (Fiandre)  | 64                |
| Regno Unito       | 8                 |